# Schell City
Schell City – miasto w Stanach Zjednoczonych, w stanie Missouri, w hrabstwie Vernon.